# Kim Tae-young (Fußballspieler, 1982)
Kim Tae-young (kor. 김태영; * 17. Januar 1982 in Anyang) ist ein ehemaliger südkoreanischer Fußballspieler.

## Karriere
Kim Tae-young erlernte das Fußballspielen in der Universitätsmannschaft der Konkuk University in Seoul. Seinen ersten Vertrag unterschrieb er 2004 bei Jeonbuk Hyundai Motors. Das Fußballfranchise aus Jeonju spielte in der ersten Liga des Landes, der K League 1. 2004 gewann er mit dem Franchis den Supercup. Den Korean FA Cup gewann er mit Jeonbuk 2005. 2006 wechselte er zum Ligakonkurrenten Busan IPark nach Busan. Für Busan spielte er 14-mal in der ersten Liga. 2010 verpflichtete ihn der Drittligist Yangju Citizen FC aus Yangju. Bis Ende 2012 spielte er mit dem Klub in der dritten Liga, der Challengers League. 2013 verließ er seine Heimat und ging nach Thailand. Hier unterschrieb er einen Vertrag beim Sisaket FC. Der Verein spielte in der ersten Liga, der Thai Premier League. Nachdem der Verein suspendiert wurde, spielt er die Rückserie beim Erstligisten Suphanburi FC. Mit dem Klub aus Suphanburi spielte er siebenmal in der ersten Liga. Der ebenfalls in der ersten Liga spielende Songkhla United aus Songkhla verpflichtete ihn Anfang 2014. In der Hinrunde stand er neunmal für Sonkhla auf dem Spielfeld. Die Rückrunde 2014 spielte er für den Zweitligisten Angthong FC aus Angthong. Ende 2014 beendete er seine Karriere als aktiver Fußballspieler.

## Erfolge
Jeonbuk Hyundai Motors
- Supercup: 2004
- Korean FA Cup: 2005